# Carmín de alizarina

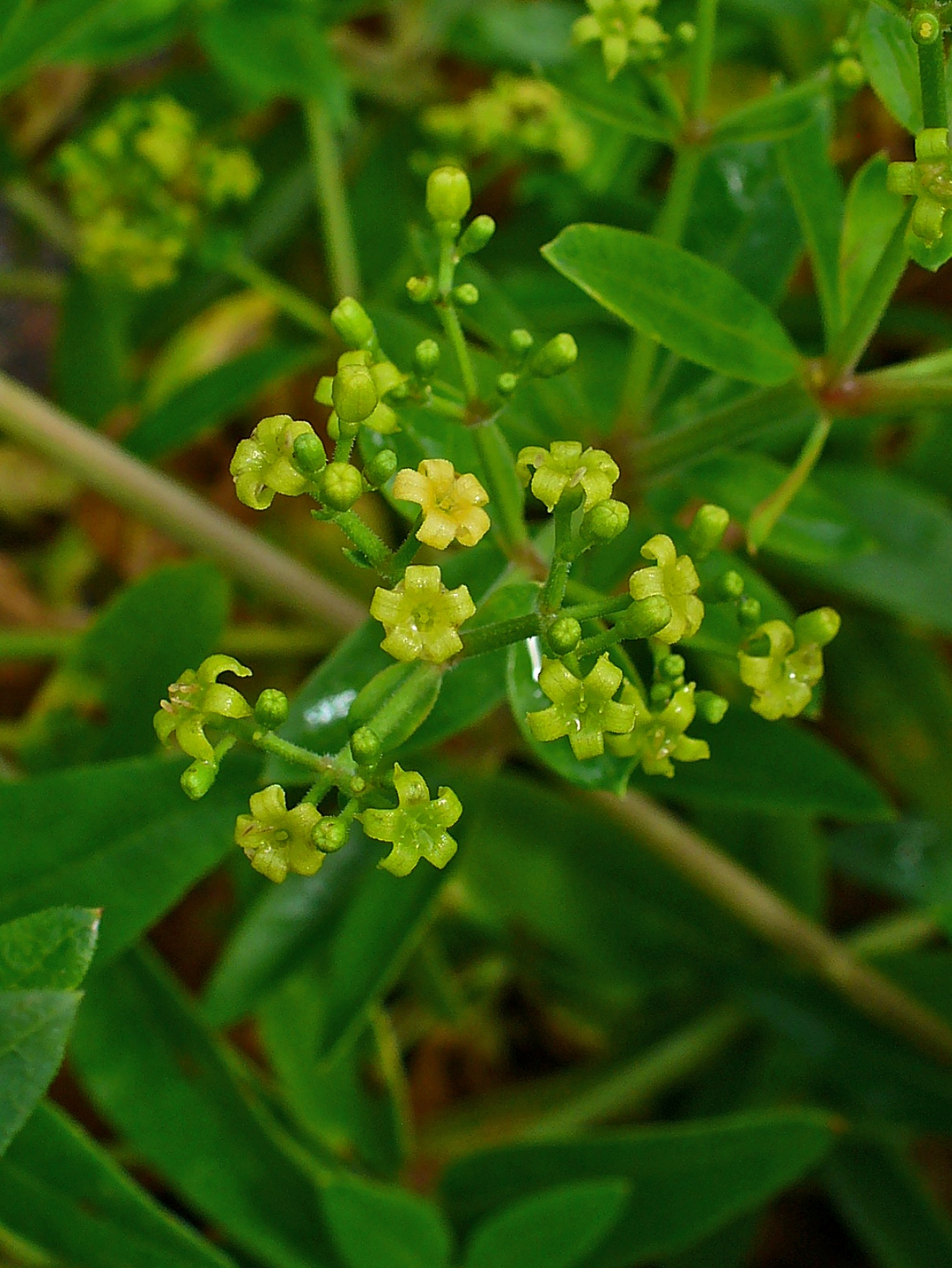
La rubia (Rubia tinctorum) fue la única fuente de alizarina hasta que, a principios del, se logró sintetizar dicha sustancia.

Los términos carmín de alizarina o carmín alizarina designan al color de un colorante orgánico que se obtiene de la planta llamada rubia, la alizarina; al de su correspondiente laca sintética; y al de los pigmentos pictóricos que se comercializan con ese nombre. Los carmines de alizarina son entre rojos y rojo purpúreos.
También se ha llamado carmín de alizarina al carmín de granza, pigmento elaborado a partir de una laca de rubia creada por J.F.L. Mérimée hacia 1820.

## Nomenclatura
Denominación en el Índice internacional del color
- Pigment Red 83, PR 83[3]

Nombres en otros idiomas
- En inglés: alizarin crimson; alizarin madder; alizarin carmine; synthetic madder
- En italiano: cremisi d'alizarina[3]

## Composición, propiedades y usos
El carmín de alizarina se prepara precipitando alizarina sintética (pigmento orgánico derivado del antraceno) en una base neutra de trihidrato de aluminio. Esto da como resultado una laca roja semioscura, transparente, con buena permanencia. Con otras bases se logran distintos matices de rojo.
El carmín de alizarina se usó como componente de pinturas de uso artístico hasta la década de 1930.

## Carmín de alizarina pictórico
Los pigmentos y pinturas artísticas que se comercializan bajo la denominación de color carmín alizarina tienen una coloración oscura, roja a rojo purpúrea y de saturación intensa a profunda. La muestra «aclarada» que se ve bajo estas líneas corresponde al aspecto de este carmín alizarina pictórico aclarado con blanco.
| #          | Carmín alizarina   | Carmín alizarina aclarado |
| HTML       | #663744            | #A72C5D                   |
| CMYK       | (75, 100, 80, 0)   | (40, 100, 45, 0)          |
| RGB        | (102, 55, 68)      | (167, 44, 93)             |
| HSV        | (343°, 46 %, 40 %) | (336°, 74 %, 65 %)        |
| Referencia | [ 2 ]              | [ 2 ]                     |